# Adrian Quaife-Hobbs

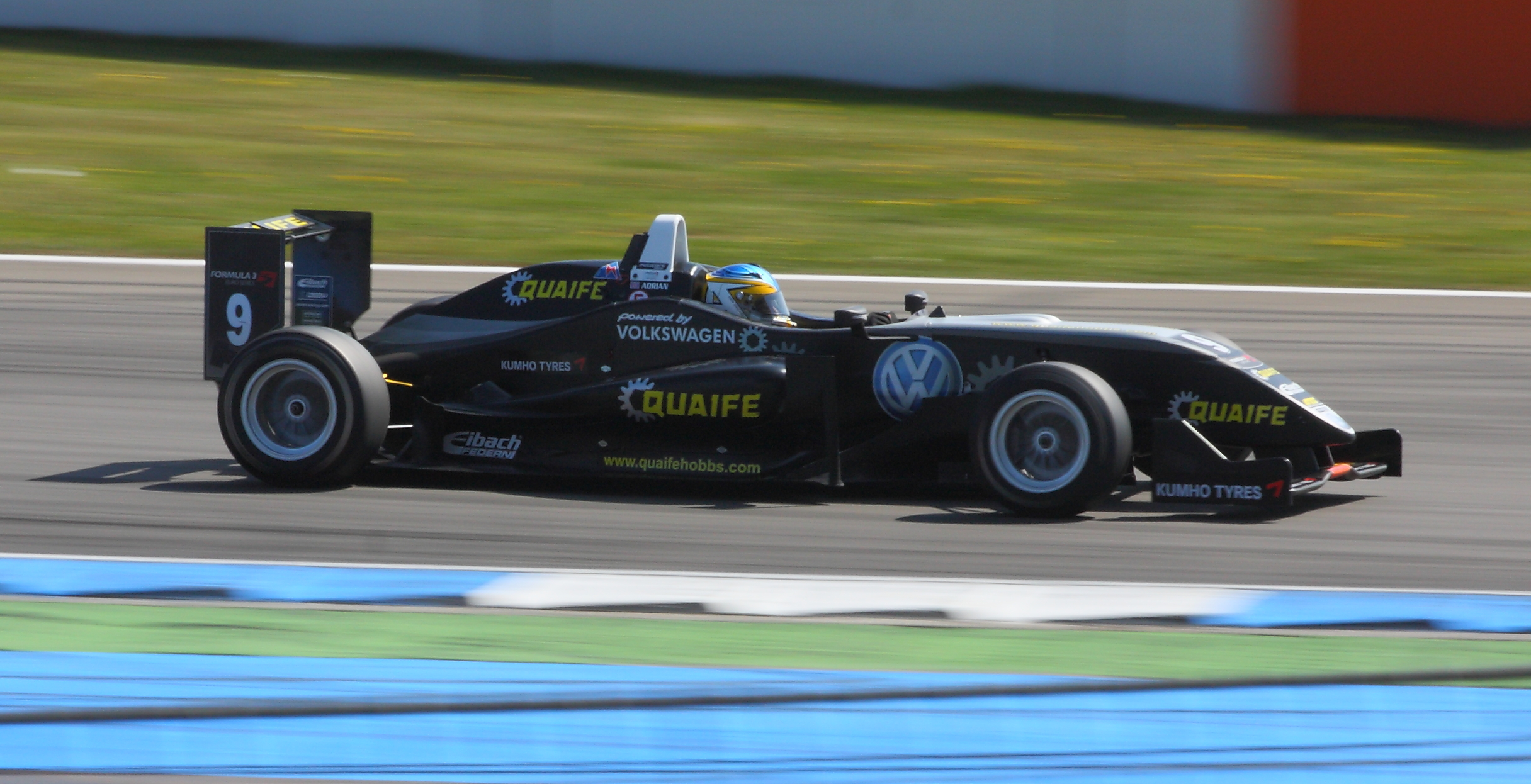
Adrian Quaife-Hobbs

Adrian Quaife-Hobbs (Pembury, 3 februari 1991) is een Brits autocoureur, die het meest bekend is als de jongste coureur die de T Cars won en als kampioen van de Auto GP. In 2014 kwam Quaife-Hobbs in de GP2 uit voor Rapax, naast Simon Trummer.

## Carrière
- 2005: T Cars, team PR Motorsport (8 overwinningen, kampioen).
- 2005: T Cars Herfstklasse, team PR Motorsport (6 overwinningen, kampioen).
- 2006: T Cars, team PR Motorsport (3 overwinningen).
- 2007: Formule BMW UK, team Fortec Motorsport.
- 2007: Eurocup Formule Renault 2.0, team BVM Minardi (8 races).
- 2007: Formule Renault 2.0 NEC, team Motopark Academy (4 races).
- 2008: Italiaanse Formule Renault 2.0, team BVM Minardi (1 overwinning).
- 2008: Eurocup Formule Renault 2.0, team BVM Minardi.
- 2008: Portugese Formule Renault 2.0 Winterklasse, team Motopark Academy (2 races).
- 2009: Formule Renault 2.0 NEC, team Motopark Academy (1 overwinning).
- 2009: Eurocup Formule Renault 2.0, team Motopark Academy (1 overwinning).
- 2010: Formule 3 Euroseries, team Motopark Academy (4 races).
- 2010: GP3, team Manor Racing.
- 2011: GP3, team Marussia Manor Racing (1 overwinning).
- 2011: Formule 1, testrijder Virgin Racing.
- 2012: Auto GP, team Super Nova International (5 overwinningen, kampioen).
- 2013: GP2, team MP Motorsport/Hilmer Motorsport (1 overwinning).
- 2014: GP2, team Rapax.